# Vidovec
Vidovec (maďarsky Zamlacsszentvid) je vesnice a správní středisko stejnojmenné opčiny v Chorvatsku ve Varaždinské župě. Nachází se u břehu řeky Plitvice, asi 8 km jihozápadně od Varaždinu. V roce 2011 žilo ve Vidovci 851 obyvatel, v celé opčině pak 5 425 obyvatel.
Součástí opčiny je celkem jedenáct samostatných, trvale obydlených vesnic. Ačkoliv je střediskem opčiny vesnice Vidovec, je jejím největším sídlem Nedeljanec, následuje Tužno a Vidovec je až třetí největší vesnicí.
- Budislavec – 220 obyvatel
- Cargovec – 410 obyvatel
- Domitrovec – 272 obyvatel
- Krkanec – 305 obyvatel
- Nedeljanec – 1 485 obyvatel
- Papinec – 110 obyvatel
- Prekno – 172 obyvatel
- Šijanec – 213 obyvatel
- Tužno – 1 015 obyvatel
- Vidovec – 851 obyvatel
- Zamlača – 372 obyvatel

Opčinou prochází státní silnice D35 a župní silnice Ž2061, Ž2063 a Ž2065. Všechny vesnice v opčině kromě Tužna na sebe navazují svým zastavěným územím a de facto tvoří jediné sídlo.